# Beyond the Space, Beyond the Time
Beyond the Space, Beyond the Time debitantski je studijski album poljskog power metal sastava Pathfinder. Album je objavljen 14. travnja 2010. godine, a objavila ga je diskografska kuća GM Records.

## Popis pjesama
| 1.    | »Deep into That Darkness Peering...« (instrumental) | 3:23  |
| 2.    | »The Whisper of Ancient Rocks«                      | 5:53  |
| 3.    | »Vita Reducta Through the Portal« (instrumental)    | 1:00  |
| 4.    | »Pathway to the Moon«                               | 6:52  |
| 5.    | »All the Mornings of the World«                     | 5:04  |
| 6.    | »The Demon Awakens«                                 | 6:10  |
| 7.    | »Undiscovered Dreams«                               | 5:00  |
| 8.    | »The Lord of Wolves«                                | 6:40  |
| 9.    | »Sons of Immortal Fire«                             | 5:12  |
| 10.   | »Stardust«                                          | 8:30  |
| 11.   | »Dance of Flames« (instrumental)                    | 1:02  |
| 12.   | »To the Island of Immortal Fire«                    | 5:06  |
| 13.   | »Beyond the Space, Beyond the Time«                 | 10:34 |
| 14.   | »What If...« (instrumental)                         | 1:27  |
| 71:53 |                                                     |       |

## Zasluge
Pathfinder
- Arkadiusz Ruth – bas-gitara, orkestracija
- Kamil Ruth – bubnjevi
- Karol Mania – gitara
- Gunsen – gitara
- Slawek Belak – klavir
- Szymon Kostro – vokali

Dodatni glazbenici
- Michał Jelonek – violina
- Matias Kupiainen – gitara
- Bob Katsionis – klavijature
- Roberto Tiranti – vokali
- Agata Lejba-Migdalska – vokali

Ostalo osoblje
- Arkadiusz Ru – producent
- Mariusz Piętka – snimanje, miksanje, mastering, pomoćnik producenta
- Grzegorz Tomaszewski – izvršni producent
- Chris Cold – omot albuma
- Gunsen – dizajn